# Padres da Misericórdia
Padres da Misericórdia (em latim: Congregatio Presbyterorum a Misericordia, abreviado para CPM) é uma congregação católica do direito pontifício formada por padres missionários fundado pelo Padre Jean-Baptiste Rauzan na França do início do século XIX.

## História

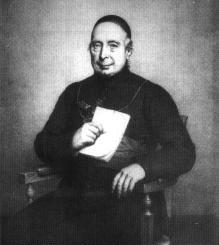
Padre Jean-Baptiste Rauzan, fundador do Padres da Misericórdia.

### Fundação
Fundador da congregação Padres da Misericórdia, Jean-Baptiste Rauzan, nasceu em Bordeaux, na França em 5 de dezembro de 1757. Depois de concluir os estudos eclesiásticos, ensinou teologia e eloquência sagrada e mais tarde foi escolhido Vigário-geral de Bordeaux, onde inaugurou um movimento missionário, que culminou com a fundação do Padres da Misericórdia no ano de 1808, em Lyon.
Depois de pregar na Diocese de Troyes, o instituto recebeu do governo de Napoelão Bonaparte subsídios não solicitados para custear as despesas de suas missões. No entanto, após a disputa de Napoleão com o Papa Pio VII, a sociedade, chamada de Missionários da França, foi suprimida.
No ano de 1814, por sugestão do arcebispo de Lyon, Joseph Fesch, foi estabelecido em Paris um generalato para a comunidade, onde os padres foram encarregados de várias paróquias. Ao Padre Rauzan e aos seus colegas juntaram-se Charles Auguste Marie Joseph, Conde de Forbin-Janson, Denis-Luc Frayssinous e Armand-Benjamin Caillau.
Evangelizaram as cidades francesas de Orléans, Poitiers, Tours, Rennes, Marselha, Toulon, Paris e outros lugares, e estabeleceram as Obras de Santa Geneviève e a Associação das Senhoras da Providência em muitas partes da França. Rauzan fundou a Congregação das Irmãs de Santa Clotilde para a educação das jovens. A família real ajudou-o financeiramente e deu-lhe o Monte Valeriano, então centro de piedade, e mais tarde um dos principais fortes que protegiam a capital.
Em 1830, durante a Revolução de Julho, os Missionários de França foram dispersos e exilados e a sua casa em uma Paris saqueada. A França passava por um processo que ficou conhecido como Descristianização da França durante a Revolução Francesa, um processo de laicização radical do Estado. Rauzan foi para Roma, onde foi recebido pelo Papa Gregório XVI, que o autorizou a fundar uma nova sociedade, a ser conhecida como Sociedade dos Padres da Misericórdia (S.P.M.). A congregação Padres da Misericórdia foi reconhecida pela Igreja, através de um breve apostólico, em 8 de dezembro de 1835, passando a integrar a Congregação para a Evangelização dos Povos. Rauzan morreu em Paris, 5 de setembro de 1847.

### Estados Unidos
Em 1839, por sugestão do arcebispo de Nova York, Charles Auguste Marie Joseph, Conde de Forbin-Janson introduziu os Padres da Misericórdia nos Estados Unidos, inicialmente na Arquidiocese de Nova Orleães.
O bispo Potiers, de Mobile no Alabama, convidou-os então para assumir o comando do Spring Hill College, ordem jesuíta no estado. Dois anos depois, os Padres Lafont e Aubril foram enviados para cuidar da crescente população francesa na cidade de Nova York, onde os Padres da Misericórdia assumiram o comando das paróquias da Igreja de São Vicente de Paulo e Nossa Senhora de Lourdes em Manhattan e a paróquia de Santa Francisca de Chantal no Brooklyn. A ordem também estabeleceu casas de estudos em Roma, na Bélgica e na França.
Os Padres da Misericórdia trabalharam na Paróquia de São João Evangelista em Green Bay entre os anos de 1888 a 1891. Eles retornaram a Green Bay em 2011 para trabalhar no Nossa Senhora de Champion.
Atualmente a congregação é um braço institucional importante para o catolicismo estadunidense. O Generalato fica em Auburn, no estado do Kentucky. Os seminaristas frequentam o Seminário Mount St. Mary, localizado em Cincinnati, no interior de Ohio. O hábito da congregação é a batina romana preta. Seu apostolado principal é pregar missões paroquiais e realizar retiros nos Estados Unidos, Canadá e Austrália. Entre suas arquidioceses de atendimento, destaca-se a Arquidiocese de Louisville.
Produzem o programa de rádio, The Fathers of Mercy Hour  transmitido em várias rádios católicas. As conferências de retiro são disponibilizadas em CDs.

### Capela Comunitária da Divina Misericórdia

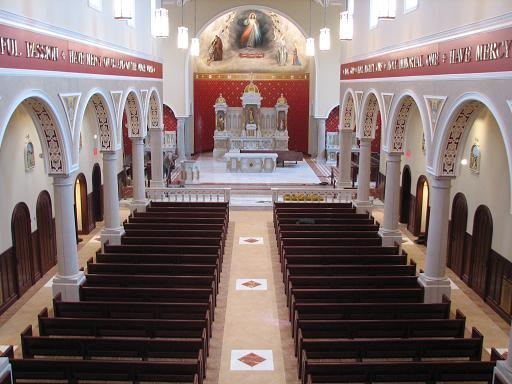
Vista da Capela Comunitária da Divina Misericórdia, em 2008.

Na primavera de 2006, os Padres da Misericórdia iniciaram a construção da Capela da Divina Misericórdia, em Auburn.
A capela demorou mais de dois anos para ser construída e em agosto de 2008, foi consagrada, pelo Reverendo John Jeremiah McRaith, e aberta ao público.

### Missionários de São João Batista
Os Missionários de São João Batista são uma Associação Pública de Fiéis reconhecida na Diocese Católica Romana de Covington. 
Foi fundado por dois ex-membros dos Padres da Misericórdia com o objetivo de estabelecer um novo Instituto religioso de direito diocesano que celebrasse a liturgia segundo o Missal Romano de 1962. A associação administra a paróquia Nossa Senhora de Lourdes em Park Hills, no estado do Kentucky.